# Xiao Ming
Xiao Ming (孝明帝) (* 510; † 528), geboren als Yuan Xu  (元詡), war Kaiser der Nördlichen Wei-Dynastie.

## Leben

### Kindheit und Jugend
Xiao Ming wurde 510 geboren, er war der einzige Sohn und Erbe von Kaiser Xuanwu, deswegen sollte er auch so behütet aufwachsen wie möglich. Nur ausgewählte Ammen erhielten Zutritt zu ihm, nicht einmal seine Mutter und die Kaiserin Gao durften zu ihm. 512 wurde er zum Kronprinzen ernannt. Mit fünf Jahren erbte er den Thron, wegen seiner Minderjährigkeit stand er unter der Regentschaft seiner Mutter, der Kaiserinwitwe Hu. In seiner Jugend soll der Kaiser oft getrunken haben, auch hatte er sich scheinbar in die Konkubine Pan verliebt, die ihm später eine Tochter gebar.

### Ermordung
Im Jahr 528 wollte der nun 18-jährige Kaiser seine Macht zurückerlangen und tötete den Liebhaber seiner Mutter Zheng Yan, dafür verbündete er sich mit dem General Erzhu Rong. In der Folge wurde er von seiner Mutter vergiftet, sie wurde daraufhin von Erzhu abgesetzt und hingerichtet. All das führte zur Spaltung des Landes, da Erzhu die Macht an sich riss und einen neuen Kaiser inthronisierte, Feinde Erzhus gründeten daraufhin die Südliche Wei-Dynastie.